# Mistrzostwa Świata w Tenisie Stołowym 1963
27. Mistrzostwa świata w tenisie stołowym odbyły się w dniach 5-14 kwietnia 1963 roku w Pradze.

## Końcowa klasyfikacja medalowa
| Miejsce | Państwo | Złoto | Srebro | Brąz | Razem |
| ------- | ------- | ----- | ------ | ---- | ----- |
| 1       | Japonia | 4     | 2      | 2    | 8     |
| 2       | Chiny   | 3     | 2      | 7    | 12    |
| 3       | Rumunia | 0     | 2      | 1    | 3     |
| 4       | Anglia  | 0     | 1      | 0    | 1     |
| 5       | Węgry   | 0     | 0      | 2    | 2     |
| 6       | Szwecja | 0     | 0      | 1    | 1     |
| 6       | RFN     | 0     | 0      | 1    | 1     |

## Medaliści
| Konkurencja:               | Złoto:                       | Srebro:                   | Brąz:                                             |
| gra pojedyncza kobiet      | Kimiyo Matsuzaki             | Maria Alksandru           | Ella Constantinescu Sun Meiying                   |
| gra pojedyncza mężczyzn    | Zhuang Zedong                | Li Furong                 | Wang Zhiliang Zhang Xielin                        |
| gra podwójna kobiet        | Kimiyo Matsuzaki Masako Seki | Diane Rowe Mary Shannon   | Qiu Zhonghui Wang Jian Kazuko Ito Noriko Yamanaka |
| gra podwójna mężczyzn      | Zhang Xielin Wang Zhiliang   | Xu Yinsheng Zhuang Zedong | Li Furong Wang Jiasheng Ken Konaka Keiichi Miki   |
| gra mieszana               | Koji Kimura Kazuko Ito       | Keiichi Miki Masako Seki  | Zhuang Zedong Qiu Zhonghui János Faházi Eva Foldi |
| konkurs drużynowy mężczyzn | Chiny                        | Japonia                   | RFN · Szwecja                                     |
| konkurs drużynowy kobiet   | Japonia                      | Rumunia                   | Chiny · Węgry                                     |